# 冷藏公司超市
冷藏公司超市（英語：Cold Storage）是总部位于新加坡，以东南亚为市场为主的连锁超级市场，属牛奶公司旗下。其目前经营三个品牌，分别是冷藏公司超市（在新马两地）、Market Place （在新加坡）和Giant Hypermarket （在新加坡、马来西亚、汶莱、印尼、越南和阿联酋）
2025年3月31日牛奶公司1.25億新元（0.93億美元）出售包括 Cold Storage、CS Fresh、Jason's Deli 和Giant品牌的新加坡食品業務給東南亞零售集團 Macrovalue